# Cyrtomium latifalcatum
Cyrtomium latifalcatum är en träjonväxtart som beskrevs av S. K. Wu och Mitsuta. Cyrtomium latifalcatum ingår i släktet Cyrtomium och familjen Dryopteridaceae. Inga underarter finns listade.